# تارل الوین مکرینی
تارل الوین مکرینی (انگلیسی: Tarell Alvin McCraney؛ زادهٔ ۱۷ اکتبر ۱۹۸۰) یک نمایش‌نامه‌نویس، هنرپیشه اهل ایالات متحده آمریکا است.
وی مشترکاً برندهٔ جایزه اسکار بهترین فیلم‌نامه اقتباسی و جایزه ایندیپندنت اسپیریت برای بهترین فیلم‌نامه برای فیلم مهتاب محصول ۲۰۱۶ شده است.